# Belagerungszustand

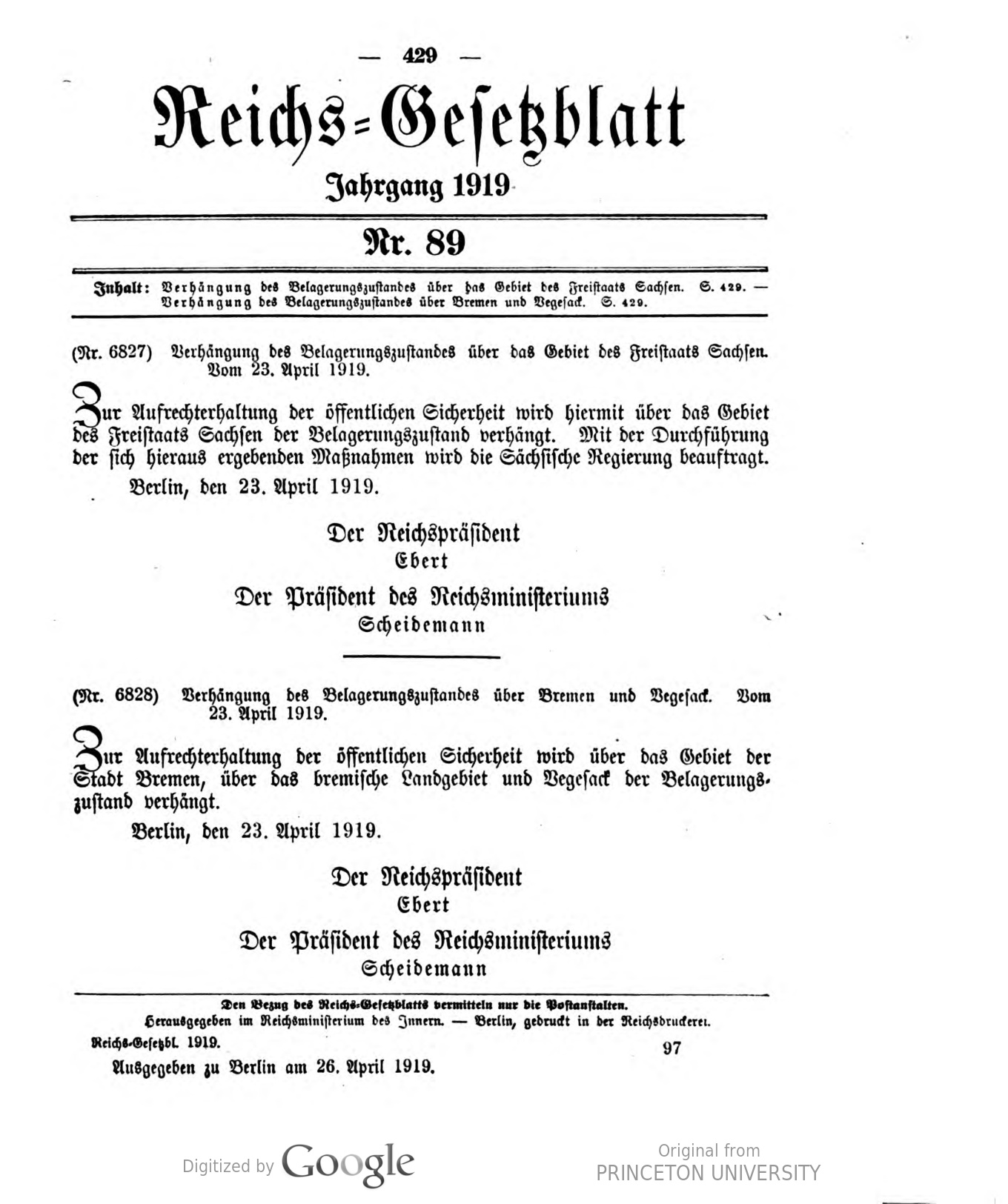
Verhängung des Belagerungszustandes in Sachsen und in Bremen und Vegesack. Verkündet im Reichsgesetzblatt vom 26. April 1919

Der Belagerungszustand (auch Belagerungsstand) ist ein von der Regierung eines Staates oder Landesteils verhängter Ausnahmezustand für einen Ort oder einen räumlich begrenzten Bezirk, währenddessen den Militärbehörden eine erweiterte Machtbefugnis auch in zivilen Belangen eingeräumt wird. Er gehört zu den freiheitsbeschränkenden Ausnahmeregelungen des Kriegsrechts (vgl. Ausnahmegerichte, Standrecht) und schließt die Einschränkung der Grundrechte der betroffenen Zivilbevölkerung ein.

## Erklärung und Auswirkung des Belagerungszustandes
Die Auswirkungen sind besonders im Bereich der Rechtspflege spürbar; sie können bis zur vorübergehenden Aussetzung der bürgerlichen Gerichte und Unterstellung aller Einwohner unter Militärgerichtsbarkeit gehen. Der Belagerungszustand tritt während eines Krieges in Festungen bei der Wahrscheinlichkeit eines feindlichen Angriffs ein (klassisches Beispiel einer Belagerung), kann aber auch in anderen Städten oder Provinzen oder in größeren, von Kriegshandlungen betroffenen Gebieten verhängt werden. Er wird bisweilen auch im Frieden bei Unruhen oder beim Ausbruch eines Aufstands angeordnet.

## Gesetzliche Maßnahmen in verschiedenen Ländern
In den meisten europäischen Staaten wurden schon früh Gesetze erlassen, die bestimmten, welche Voraussetzungen, Formen und Wirkungen der Belagerungszustand aufzuweisen hatte. Zuerst geschah dies in Frankreich zur Revolutionszeit (19. Fructidor V).
Für Preußen geschah dies durch das Gesetz vom 4. Juni 1851, das gemäß der Reichsverfassung Art. 68 außer in Bayern bis ins beginnende 20. Jahrhundert als Reichsgesetz galt. Nur der König, später der Kaiser, konnte danach für jeden Landesteil den Belagerungszustand verhängen, jedoch nur, wenn die öffentliche Sicherheit bedroht war. Die Militärpersonen standen während des Belagerungszustandes unter dem Kriegsgesetz. Auch wurden Kriegsgerichte eingesetzt, die aus fünf Mitgliedern bestanden: zwei Richtern und drei Offizieren. Vor das Kriegsgericht gehörten die Verbrechen des Hoch- und des Landesverrats, des Mordes, des Aufruhrs, der tätlichen Widersetzung, der Zerstörung von Eisenbahnen und Telegraphen, der Gefangenenbefreiung, der Meuterei, des Raubes, der Plünderung, der Erpressung, der Verleitung der Soldaten zur Untreue. Das summarische Verfahren vor diesen Gerichten war mündlich und öffentlich. Rechtsmittel gegen die Urteile gab es nicht. Todesurteile unterlagen der Bestätigung durch den Platzkommandanten, in Friedenszeiten durch den Kommandierenden General. Die Strafe wurde 24 Stunden nach Urteilsverkündung oder nach Bekanntmachung der Bestätigung des Todesurteils vollzogen. War dies zur Zeit der Aufhebung des Belagerungszustandes noch nicht geschehen, so wurde die Strafe durch das ordentliche Gericht in die gewöhnliche Strafe umgewandelt.
In Deutschland wurde der so gen. Kleine Belagerungszustand auf der Grundlage des Sozialistengesetzes vom 21. Oktober 1878 über mehrere Städte verhängt, in denen die Obrigkeit aufgrund von Agitationen der Arbeiterbewegung „gemeingefährliche Zustände“ befürchtete.